# Citharichthys arctifrons
Citharichthys arctifrons es una especie de pez del género Citharichthys, familia Paralichthyidae. Fue descrita científicamente por Goode en 1880.
Se distribuye por el Atlántico Occidental: sur de Florida, EE. UU. y este del golfo de México hasta Yucatán. La longitud total (TL) es de 18 centímetros. Puede alcanzar los 366 metros de profundidad.
Está clasificada como una especie marina inofensiva para el ser humano.